# Felipe Leal Atero
Felipe Leal Atero (ur. 8 marca 1982 w Santiago) – chilijski wioślarz.

## Osiągnięcia
- Mistrzostwa Świata Juniorów – Zagrzeb 2000 – jedynka – 9. miejsce[1].
- Igrzyska Olimpijskie – Sydney 2000 – jedynka – 18. miejsce[1].
- Mistrzostwa Świata – Lucerna 2001 – czwórka podwójna wagi lekkiej – 12. miejsce[1].
- Mistrzostwa Świata – Sewilla 2002 – czwórka podwójna wagi lekkiej – 10. miejsce[1].
- Mistrzostwa Świata – Mediolan 2003 – czwórka bez sternika wagi lekkiej – 19. miejsce[1].
- Mistrzostwa Świata – Gifu 2005 – dwójka bez sternika wagi lekkiej – 2. miejsce[1].
- Mistrzostwa Świata – Eton 2006 – dwójka podwójna wagi lekkiej – 10. miejsce[1].
- Mistrzostwa Świata – Linz 2008 – jedynka wagi lekkiej – 15. miejsce[1].
- Mistrzostwa Świata – Poznań 2009 – jedynka wagi lekkiej – 11. miejsce[1].